# Polyrhachis jurii
Polyrhachis jurii é uma espécie de formiga do gênero Polyrhachis, pertencente à subfamília Formicinae.